# 튀르크 이름
튀르크 이름은 튀르키예 및 튀르크족이 쓰는 이름을 말한다. 터키는 1934년 케말 파샤가 유럽식 근대화를 추진하면서 국민 모두에게 성을 쓰도록 하는 법률을 제정하여 일괄적으로 성을 쓰도록 하였으며, 케말 파샤 스스로가 아타튀르크(터키의 아버지)라는 성을 새로 만들어썼다. 그 이전까지 터키 인구의 다수를 차지하던 무슬림들은 부계명이나 지명이나 그 사람의 특징을 일부를 따서 개인 이름과 함께 쓰는 이슬람식 작명전통에 따라 구별하였지만, 그 방법이 체계적이지 않았다(큰 무스타파, 작은 무스타파, 앙카라의 무스타파하는 식). 법률공포 이후 터키 고유어에 바탕한 새로운 성들이 많이 만들어졌으며, 전통 이슬람 작명법이나 지명을 고정화하여 유럽풍으로 성을 고정시켜 쓰는 식으로 인명체계가 잡혔다.